# Japanese Movie Database
Japanese Movie Database (яп. 日本映画データベース, Nihon Eiga Dētabēsu, чи скорочено JMDB) — онлайн база даних інформації про кінематограф Японії, акторів та інший персонал. Вона схожа на Internet Movie Database, але містить тільки ті фільми, що виходили у Японії. Сайт розпочав свою роботу у 1997 році і містить дані про фільми починаючи з 1899 по нині.